# Purton
Purton è un villaggio di 3 897 abitanti e parrocchia civile della contea inglese del Wiltshire, appartenente al distretto del North Wiltshire. Il fiume Key, affluente del Tamigi, attraversa le zone vicine al villaggio.
La chiesa parrocchiale di Santa Maria è inusuale, perché ha una torre sulla cui sommità è presente una guglia. In Inghilterra sono solo tre le chiese a possedere una torre con una guglia.

## Geografia fisica
Il villaggio di Purton si trova a metà strada tra Cricklade (distante 6,2 km) e Royal Wootton Bassett (distante 4,8 km), due città di mercato.
Purton si trova su una strada secondaria distante 1,6 km dalla strada B4553 e a 4,8 km dallo svincolo 16 dell'autostrada M4.

## Origini del nome
Il toponimo del villaggio deriva dall'inglese antico, dalle parole pirige ("pera") e tun ("recinzione" o "fattoria").